# 푸토

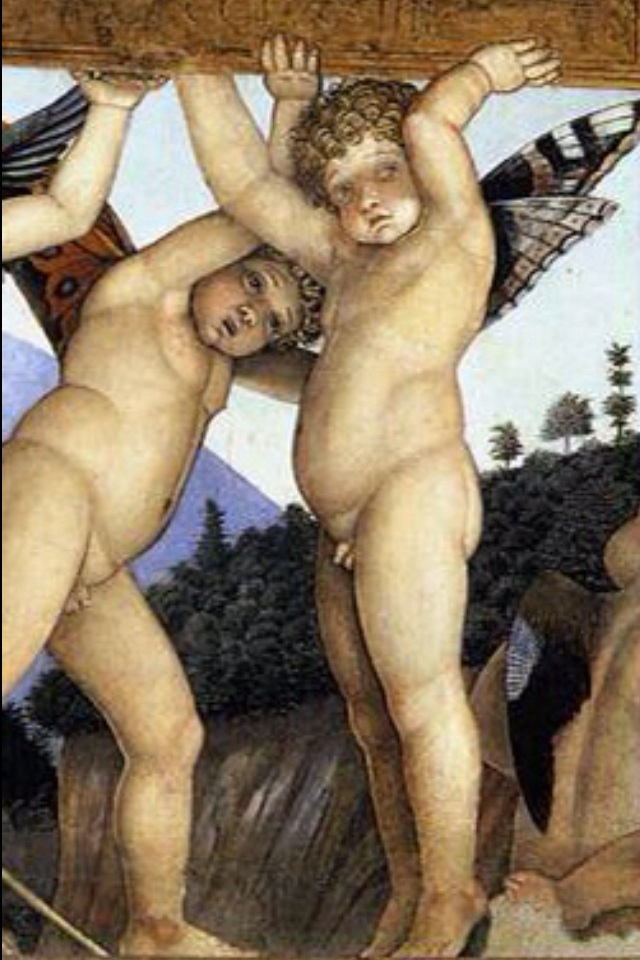

푸토(이탈리아어: Putto [ˈputto]; 복수형 푸티(이탈리아어: Putti [ˈputti]))는 통통한 남자 아이로 묘사된 예술 작품에서 주로 벌거벗고 때로는 날개짓을 하는 인물이다. 원래 상징의 불경한 열정에 한정되어 있던, 이 푸토는 신성한 지천사를 나타내게 되었고, 바로크 미술 시대에는 그 푸토가 신의 편재를 나타내게 되었다. 큐피드를 나타내는 푸토는 아모리노(amorino) 또는 아모레토(amoretto)라고도 한다.